# Edwin Solano
Edwin Solany Solano Martínez (ur. 25 stycznia 1996 w La Ceiba) – honduraski piłkarz występujący na pozycji lewego skrzydłowego, reprezentant Hondurasu, od 2023 roku zawodnik Olimpii.
Jest kuzynem Wilmera Crisanto i Félixa Crisanto, również piłkarzy.